# Jake Bugg
Jake Bugg, celým jménem Jake Edwin Charles Kennedy Bugg (* 28. února 1994 Nottingham) je anglický zpěvák, hudebník a skladatel. Jeho hudbu je výrazně ovlivněna umělci jako Bob Dylan, Don McLean, Donovan, The Beatles, Jimi Hendrix, Johnny Cash, Oasis, Nick Drake či The Everly Brothers. V rozhovoru pro rádio Absolute, uskutečněném v roce 2014, se mimo jiné zmínil o tom, že velký vliv na tom, že ve 12 letech poprvé vzal do rukou kytaru, měla skupina Metallica.
Jeho stejnojmenné debutové album Jake Bugg, bylo vydáno v říjnu 2012 a po prvním týdnu dosáhlo na 1. místo žebříčku UK Albums Chart. V pořadí druhé řadové album Shangri La bylo vydáno v listopadu 2013, a jeho v současnosti nejnovější album, On My One, z převážné míry produkované jím samým, v červnu 2016.
Jeho singl „Trouble Town“ se stal titulní písní seriálu Happy Valley, produkovaného BBC a vysílaného v letech 2014 a 2016

## Život
Vyrůstal v Nottinghamu v části Clifton. Jako dvanáctiletý začal hrát na kytaru, a když mu bylo sedmnáct, stanice BBC jej vybrala na uvítací pódium festivalu v Glastonbury. Díky tomu získal kontrakt s vydavatelstvím Mercury Records. Jeho písně zaznamenaly i komerční úspěch (píseň „Country Song“ byla vybrána do reklamy), singly se však v žebříčcích vysoko nedostaly.
Dne 22. května 2010 vystupoval v pořadu Later... with Jools Holland a 1. října toho roku vystupoval v rádiu BBC 6 v programu Live at Maida Vale. Jeho debutové album Jake Bugg vyšlo 15. října 2012 a po prvním týdnu v žebříčku dosáhlo prvního místa.
Po vydání alba byl v USA na turné spolu s Noelem Gallagherem a jeho skupinou High Flying Birds.

## Diskografie
- Jake Bugg (2012)
- Shangri La (2013)
- On My One (2016)
- Hearts That Strain (2017)
- Saturday Night, Sunday Morning (2021)
- A Modern Day Distraction (2024)